# Vin de pays
Vin de pays is een Franse naamsaanduiding op het gebied van wijn. Aanvankelijk gecreëerd per decreet van 13 september 1968 tot 4 september 1979, maar afgeschaft per decreet 2000-848 op 1 september 2000. Het doel was de grote hoeveelheid geproduceerde wijn die nog niet geregeld zijn door een appellation d'origine contrôlée toch te classificeren. Na 2000 kent men de beschermde geografische aanduiding IGP.
Wijnen in deze klasse zijn zogenaamde landwijnen met een bepaalde nationale oorsprong. De condities voor de benaming vin de pays zijn:
- opbrengst per hectare minder dan 90 hl voor de witte wijnen, 85 hl voor de rode en rosé wijnen. Alleen wijngoederen waar de totale opbrengst niet meer is dan 100 hl/ha komen in aanmerking.
- het minimale alcoholgehalte is verschillend per streek: 10% in de Midi, 9,5% in het  Zuidwesten en de Centre Est en 9% voor de Val de Loire en de Est.
- het gehalte van anhydride sulfaat (SO2) 125 mg/l voor de rode wijnen; 150 mg/l voor de witte en rosé wijnen. (Voor de wijnen met een hoeveelheid suiker hoger of gelijk aan 5 g/l mag het gehalte voor rode wijn niet boven de 150 mg/l zijn en witte en rosé wijnen niet boven de 175 mg/l).

Voor de vluchtige zuurgraden worden strikte regels gehanteerd, terwijl sommige Vins de Pays moeten voldoen aan striktere voorwaarden dan anderen.